# Pierrot (groupe)
Pour les articles homonymes, voir Pierrot.
Pierrot est un groupe de visual kei japonais crée en 1994 à Nagano et dissout en avril 2006. Il est composé de 5 membres : Kirito (chant), Aiji (guitare), Jun (guitare), Kohta (basse) et Takeo (batterie).

## Histoire du groupe

### Débuts et succès
Le groupe est créé en 1994 à Nagano par Kirito et Jun, et porte tout d'abord le nom de Crash & Noise, puis de Dizzy Lizzy, avant de s'appeler définitivement Pierrot. Il est composé de Hidelow au chant, Kirito et Jun à la guitare et de Luka à la batterie (Kohta, à la basse, n'est pas encore un membre officiel). La même année, le groupe sort deux démo, Homme et Famme, puis Luka quitte le groupe et se fait remplacer par Takeo. Le groupe sort son premier album en fin d'année : Kikurui piero.
Une réorganisation se produit en 1995 avec le départ de Hidelow : Kirito devient le chanteur, et le groupe recrute Aiji pour être le guitariste. Une nouvelle démo sort, appelée Piero.
À partir de ce moment, la carrière du groupe décolle. En juillet 1996 sort un deuxième album, Pandora no Hako, qui connaît un grand succès et se retrouve en rupture de stock dans les villes où le groupe se produit en concert, telles que Tokyo, Nagoya et Osaka. En 1997, ils signent chez le label Sweet Child et sortent le maxi-single Celluloid en septembre de la même année. 
En 1998, Pierrot signe chez le label Toshiba-EMI et sort le 10 septembre le single Clear Sky qui est propulsé en dix jours à la 6e place du classement Oricon et fait connaître le groupe au grand public. En décembre de la même année sort le single Mad Sky - Goutetsu no Meshia qui se classe 5e du classement Oricon en dix jours. 
En 1999, Pierrot fait son premier concert à guichet fermé au Nippon Budokan (Tokyo) en avril et sort l'album Final en juillet. Le groupe réalise également la première partie d'un concert de Marilyn Manson.
En 2001, Pierrot sort l'album Private enemy et signe chez Universal. En avril 2002 sort leur 5e album, Heaven -The customized Landscape, qui se place 7e du classement Oricon. La même année, ils sortent également les albums Psychedelic Lover et Hill -genka ku no yuki-, et enchaînent par la suite les concerts et les singles.
En 2003 sort l'album ID Attack et le best-of Dictator’s Circus, regroupant des chansons issues de leur « catalogue indies ». En décembre 2004 sort leur dernier album : Freeze.

### Séparation
En 2005, le chanteur Kirito (en) décide de se consacrer à sa carrière solo, et le groupe annonce sa dissolution le 12 avril 2006. Kirito crée par la suite le groupe Angelo, avec deux anciens membres de Pierrot, Kohta (bassiste) et Takeo (batteur). 
Aiji, quant à lui, devient le guitariste du groupe LM.C et Jun rejoint le groupe ALvino.

### Retour
En 2014, le groupe se reforme exceptionnellement pour deux concerts les 24 et 25 octobre à la Saitama Super Arena, et sort pour l'occasion le clip de Hello, chanson déjà sortie en 2006.

## Membres
- Kirito, de son vrai nom Murata Shinya, est né le 24 février 1972 (53 ans) à Sapporo, sur l'île d'Hokkaidō. En plus de sa carrière solo, il est le chanteur du groupe Angelo[6].

- Aiji, de son vrai nom Mizui Shinji, est né le 17 novembre 1974 (50 ans) à Nagano. Il fut guitariste dans les groupes Kalen et Mona Lisa. Après la dissolution de Pierrot, il fonde le groupe LM.C[7].

- Jun, de son vrai nom Yamaura Jun'ichi, est né le 4 mai 1973 (52 ans) à Nagano. Après la dissolution du groupe, il rejoint ALvino[4].

- Kohta, de son vrai nom Murata Kohta, est né le 3 juin 1975 (50 ans) à Sapporo (Hokkaidō). Il est membre du groupe Angelo[4].

- Takeo, de son vrai nom Ishikawa Takeo, est né le 11 juillet 1972 (52 ans) à Kōriyama dans la préfecture de Fukushima. Il est membre du groupe Angelo[8].

## Discographie
Albums
- 1994 : Kikurui piero
- 1996 : Pandora no Hako
- 1999 : Final
- 2001 : Private enemy
- 2002 : Heaven -The customized Landscape
- 2002 : Psychedelic Lover
- 2002 : Hill -genka ku no yuki-
- 2003 : ID Attack
- 2003 : Dictator’s Circus
- 2004 : Freeze